# Aiphanes ulei
Aiphanes ulei es una especie de planta de la familia de las palmeras (Arecaceae).

## Distribución
Es endémica de Brasil, Colombia, Ecuador y Perú.

## Descripción
Palmera  monocaule (altura: 5 m), estípite espinoso  de 3–6 cm de diámetro. Hojas paripinnadas de entre 60-180 cm, compuestos de 9-15 pares de pinnas cueriformes y policlinos. Flores unisexuales (monoecios), blancas o anaranjadas, agrupadas en panículas compuestas interfoliares y axilares, de 70 cm hasta 1,5 m. Frutos rojos de 8–10 mm de diámetro.

## Taxonomía
Aiphanes elegans fue descrito por (R.Brown) Blume  y publicado en Rumphia 2: 118. 1843.
Etimología
Aiphanes: nombre genérico que está formado por los vocablos griegos aei, "siempre", y phanes, "vistoso".
Sinonimia
- Aiphanes schultzeana Burret
- Martinezia ulei Dammer[5][6][7]